# Copa de España de lacrosse 2016
La Copa de España de Lacrosse 2016, también conocida como Copa Cuenca 2016, se celebró en Cuenca (España) durante los días 14, 15 y 16 de octubre de 2016.
En esta ocasión, participaron un total de 7 equipos divididos en dos grupos de manera aleatoria, mediante sorteo. Tras hacer una fase de grupos con partidos de ida y vuelta, 4 de los equipos clasificaron para semifinales a partido único, los dos ganadores disputarán la Final de Copa, proclamándose campeón el Alicante Barefoots.

## Equipos participantes
Los equipos que participaron fueron: Cuenca Lacrosse, Madrid Osos, Montes Lacrosse, Alicante Barefoots, Sevilla Lacrosse, Barcelona Dracs y el último equipo formado por una combinación de Salamanca Lacrosse, Gijón Wolves y Rota Lacrosse, bajo el nombre de Salamanca Wolves.

## Grupos

### Grupo 1
Estadio(s): Campo de la Beneficencia (9:00-14:00); Campo de la Beneficencia y Complejo Deportivo Tiradores (16:30-19:00).
- Cuenca Lacrosse
- Madrid Osos
- Montes Lacrosse
- / Salamanca Wolves[6]

Partidos
| 9:00, 15 de octubre de 2016 | Cuenca Lax | vs. | Madrid Osos | Estadio de la Beneficencia, Cuenca |  |
|                             |            |     |             | Asistencia: ?? ??? espectadores    |  |

| 11:30, 15 de octubre de 2016 | Montes Lacrosse | 9 - 0 | Salamanca Wolves | Estadio de la Beneficencia, Cuenca |  |
|                              |                 |       |                  | Asistencia: ?? ??? espectadores    |  |

| 14:00, 15 de octubre de 2016 | Cuenca Lax | vs. | Montes Lacrosse | Estadio de la Beneficencia, Cuenca |  |
|                              |            |     |                 | Asistencia: ?? ??? espectadores    |  |

| 16:30, 15 de octubre de 2016 | Cuenca Lax | 5 - 2 | Salamanca Wolves | Estadio de la Beneficencia, Cuenca |  |
|                              |            |       |                  | Asistencia: ?? ??? espectadores    |  |

| 16:30, 15 de octubre de 2016 | Madrid Osos | vs. | Montes Lacrosse | Complejo Deportivo Tiradores, Cuenca |  |
|                              |             |     |                 | Asistencia: ?? ??? espectadores      |  |

| 19:00, 15 de octubre de 2016 | Madrid Osos | 3 - 4 | Salamanca Wolves | Complejo Deportivo Tiradores, Cuenca |  |
|                              |             |       |                  | Asistencia: ?? ??? espectadores      |  |

### Grupo 2
Estadio: Complejo Deportivo Tiradores.
- Alicante Barefoots
- Sevilla Lacrosse
- Barcelona Dracs

Partidos
| 9:00, 15 de octubre de 2016 | Alicante Barefoots | vs. | Sevilla Lacrosse | Complejo Deportivo Tiradores, Cuenca |  |
|                             |                    |     |                  | Asistencia: ?? ??? espectadores      |  |

| 11:30, 15 de octubre de 2016 | Alicante Barefoots | vs. | Barcelona Dracs | Complejo Deportivo Tiradores, Cuenca |  |
|                              |                    |     |                 | Asistencia: ?? ??? espectadores      |  |

| 14:00, 15 de octubre de 2016 | Sevilla Lacrosse | vs. | Barcelona Dracs | Complejo Deportivo Tiradores, Cuenca |  |
|                              |                  |     |                 | Asistencia: ?? ??? espectadores      |  |

## Liguilla de últimas posiciones
Se organizó una liguilla en el Complejo Deportivo Tiradores, uno de los dos estadios sede de la copa, para determinar el posicionamiento de los equipos entre el 5º y el 7º puesto, respectivos a los equipos que no clasificaron para las semifinales.
Los equipos que la disputaron fueron:
- Cuenca Lax
- / Salamanca Wolves
- Barcelona Dracs

Partidos
| 20:30, 15 de octubre de 2016 |  | vs. |  | Complejo Deportivo Tiradores, Cuenca |  |
|                              |  |     |  | Asistencia: ?? ??? espectadores      |  |

| 10:00, 16 de octubre de 2016 |  | vs. |  | Complejo Deportivo Tiradores, Cuenca |  |
|                              |  |     |  | Asistencia: ?? ??? espectadores      |  |

| 11:30, 16 de octubre de 2016 |  | vs. |  | Complejo Deportivo Tiradores, Cuenca |  |
|                              |  |     |  | Asistencia: ?? ??? espectadores      |  |

## Semifinales
Ambas semifinales se jugaron simultáneamente a primera hora del domingo 16 de octubre de 2016 con el sistema de partido único, los ganadores jugarían la Final, mientras que los perdedores jugarían un partido que determinase las posiciones 3ª y 4ª.
- Madrid Osos
- Montes Lacrosse
- Alicante Barefoots
- Sevilla Lacrosse

Partidos
| 9:00, 16 de octubre de 2016 |  | vs. |  | Campo de la Beneficencia, Cuenca |  |
|                             |  |     |  | Asistencia: ?? ??? espectadores  |  |

| 9:00, 16 de octubre de 2016 |  | vs. |  | Complejo Deportivo Tiradores, Cuenca |  |
|                             |  |     |  | Asistencia: ?? ??? espectadores      |  |

### 3º y 4º
| 11:30, 16 de octubre de 2016 | Madrid Osos | vs. | Montes Lacrosse | Campo de la Beneficencia, Cuenca |  |
|                              |             |     |                 | Asistencia: ?? ??? espectadores  |  |

## Final
| 12:30, 16 de octubre de 2016 | Alicante Barefoots | 9 - 8 | Sevilla Lacrosse | Campo de la Beneficencia, Cuenca |  |
|                              |                    |       |                  | Asistencia: ~180 espectadores    |  |

## Clasificación final
| Liga(15/16) | Puesto | Equipo             |  |
| ----------- | ------ | ------------------ |  |
| LEL 2       | 1      | Alicante Barefoots |  |
| LEL         | 2      | Sevilla Lacrosse   |  |
| LEL         | 3      | Madrid Osos        |  |
| LEL 2       | 4      | Montes Lacrosse    |  |
| LEL         | 5      | Barcelona Dracs    |  |
| LEL 2       | 6      | Cuenca Lax         |  |
| LEL 2       | 7      | Salamanca Wolves   |  |